# تصنيف الرياضات المبتورة
تصنيف الرياضات للمبتورين هو تصنيف رياضي خاص بالإعاقة يستخدم للرياضات الخاصة بالمعاقين لتسهيل المنافسة العادلة بين الأشخاص الذين يعانون من أنواع مختلفة من البتر. أُنشئ هذا التصنيف من قبل المنظمة الدولية للرياضة للأشخاص ذوي الإعاقة (ISOD)، ويُدار حاليًا من قبل IWAS التي اندمجت معها ISOD في عام 2005. توجد في العديد من الرياضات هيئات إدارية متخصصة تدير تصنيف الرياضيين مبتوري الأطراف.
بدأ تصنيف الرياضيين مبتوري الأطراف في الخمسينيات والستينيات من القرن العشرين. بحلول أوائل سبعينيات القرن العشرين، ـأُضيف الطابع الرسمي عليها مع 27 فئة مختلفة. وخُفض هذا العدد إلى 12 في عام 1976، ثم إلى 9 في عام 1992 قبل دورة الألعاب البارالمبية في برشلونة. بحلول تسعينيات القرن العشرين، طورت عدد من الرياضات أنظمة تصنيف خاصة بها، وفي بعض الحالات لم تكن متوافقة مع نظام ISOD. وشمل ذلك السباحة وتنس الطاولة والفروسية، حيث حاولوا دمج أنواع متعددة من الإعاقات في رياضاتهم. يواجه الرياضيون مبتورو الأطراف تحديات خاصة تختلف عن أنواع الرياضيين الآخرين من ذوي الإعاقة.
فئات نظام تصنيف الرياضات للمبتورين التابع لمنظمة ISOD هي A1، A2، A3، A4، A5، A6، A7، A8 وA9. الأربعة الأولى مخصصة للأشخاص الذين يعانون من بتر الأطراف السفلية. A5 إلى A8 مخصصة للأشخاص الذين يعانون من بتر الأطراف العلوية. A9 مخصص للأشخاص الذين يعانون من مزيج من بتر الأطراف العلوية والسفلية. نظام التصنيف هو نظام طبي إلى حد كبير، ويتكون عمومًا من أربع مراحل. الأول هو الفحص الطبي. الثاني هو الملاحظة أثناء الممارسة أو التدريب. ثالثا: الملاحظة أثناء المنافسة. يُوضع النهائي في مجموعة تصنيفية. هناك بعض الاختلافات في هذا الأمر بناءً على الاحتياجات الرياضية المحددة.

## غاية
الغرض من تصنيف مبتوري الأطراف حسب الرياضة هو تسهيل اللعب العادل بين الأشخاص ذوي أنواع مختلفة من الإعاقات، وتمكين الأشخاص من التنافس على قدم المساواة مع غيرهم من الأشخاص الذين يُمنعون من القيام بذلك عند التنافس ضد المنافسين الأصحاء بسبب بتر أطرافهم. صُمم نظام التصنيف للأشخاص الذين يعانون من "... بتر مكتسب وخلل في حركة الأطراف يشبه البتر المكتسب". يستبعد نظام التصنيف الخاص بهم الأشخاص الذين يعانون من "خلل في حركة الأطراف لا يشبه البتر المكتسب". لا يستخدم نظام التصنيف نظامًا قائمًا على الأداء لأن مثل هذا النظام سيكون غير عادل.

## الحوكمة
أُنشئ هذا التصنيف من قبل المنظمة الدولية للرياضة للأشخاص ذوي الإعاقة (ISOD). كما تحكم ISOD الآخرين، ولكنها تستخدم نظام تصنيف مختلف ومنفصل لغير مبتوري الأطراف. يُطلق على نظام تصنيف ISOD لمبتوري الأطراف أحيانًا اسم ISOD (مبتوري الأطراف) للتمييز بين النظامين. أُنشئ IWAS بعد اندماج ISOD والاتحاد الدولي لألعاب ستوك ماندفيل (ISMGF) في عام 2005. وبعد ذلك، أصبحت IWAS هي الهيئة الحاكمة لتصنيف بعض الرياضات التي يمارسها الأشخاص الذين يعانون من بتر الأطراف.
اللجنة البارالمبية الدولية (IPC) هي الهيئة الحاكمة لعدد من الرياضات، وأنظمة التصنيف الرياضية المحددة ذات الصلة بها. تشمل هذه الرياضات المفتوحة للأشخاص الذين يعانون من بتر الأطراف ألعاب القوى والسباحة والبياتلون والهوكي على الجليد ورفع الأثقال والرماية والتزلج النوردي والرقص على الكراسي المتحركة. وتخضع الرياضات الأخرى لحكم هيئاتها الدولية الخاصة. ويشمل ذلك FITA للرماية، وUCI لركوب الدراجات، و FEI للفروسية لذوي الاحتياجات الخاصة، وFISA للتجديف، وITTF لتنس الطاولة، و ITF لتنس الكراسي المتحركة و IWBF لكرة السلة على الكراسي المتحركة.
يمكن أيضًا التعامل مع التصنيف على المستوى الوطني للرياضة على المستوى الوطني.

## نوع الإعاقة وتعريفاتها

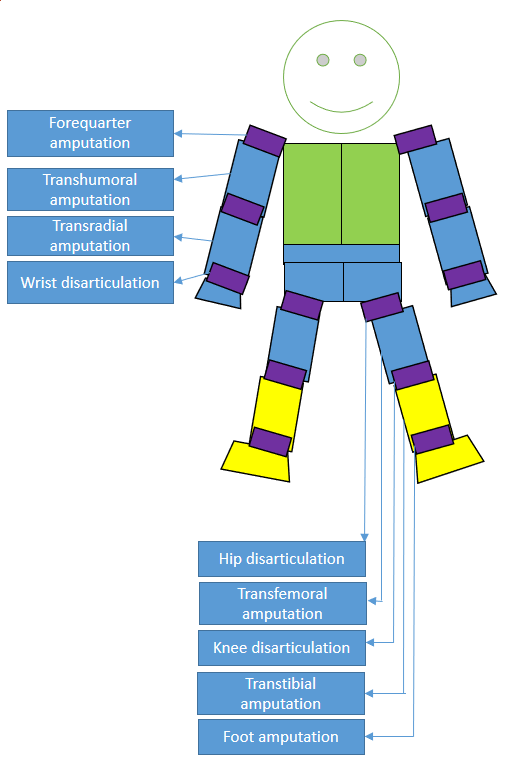
أماكن البتر

هناك عدد من أنواع البتر المختلفة التي تصف موقع البتر. البتر عبر العضد هو بتر فوق الكوع. ويشار إليه أحيانًا باسم AE. البتر عبر الكعبرة هو بتر أسفل الكوع. بتر فوق الفخذ هو بتر فوق الركبة، ويشار إليه أحيانًا باسم AK. يستخدم مصطلح LEA أحيانًا للإشارة إلى بتر الأطراف السفلية. الشخص المبتور ثنائي الأطراف هو الشخص الذي يفتقد كلا الطرفين العلويين أو كلا الطرفين السفليين. يُشار أحيانًا إلى الأشخاص الذين يفتقدون كلتا الساقين أسفل الركبة باسم BK بينما يُشار إلى الأشخاص الذين يفتقدون كلتا الذراعين أسفل الكوع باسم BE. بتر الساق هو بتر أسفل الركبة. يتضمن بتر الربع الأمامي الذراع والكتف والترقوة والكتف. بتر القدم الجزئي هو عندما يُبتر الجزء المشط من القدم. يُطلق على هذه العملية اسم بتر عبر عظام مشط القدم . خلع الكتف، ويسمى أيضًا SD، هو عندما يُبتر الذراع من خلال مفصل الكتف. بتر سايمز هو بتر في القدم عند الكعب مما يسمح للساق بتحمل الوزن. البتر من جانب واحد هو بتر واحد يؤثر على جانب واحد فقط من الجسم. خلع المعصم، ويسمى أيضًا WD، هو بتر اليد عند المعصم.
هناك أيضًا عدد من المصطلحات التي تصف نوع البتر. البتر المكتسب هو البتر الذي تتم فيه إزالة أحد الأطراف نتيجة لمرض أو صدمة. بتر الأطراف لدى مرضى السكري هو نتيجة لمضاعفات مرض السكري. بتر الأوعية الدموية هو نتيجة لضعف الدورة الدموية الوعائية. البتر الرضحي هو البتر الناتج عن الإصابة.

## تاريخ
كان للتاريخ المبكر لرياضة مبتوري الأطراف تاريخ متزامن، حيث تطورت رياضات مبتوري الأطراف الأوروبية والأمريكية خلال الخمسينيات والستينيات من القرن العشرين، بشكل مستقل إلى حد كبير عن بعضها البعض. في أوروبا، شارك الأشخاص الذين بترت أطرافهم السفلية من جانب واحد أو من الجانبين في الألعاب الرياضية باستخدام الأطراف الاصطناعية. في الولايات المتحدة، شارك هؤلاء الأشخاص مبتوري الأطراف في رياضات الكراسي المتحركة بدلاً من ذلك.
تأسست المنظمة الدولية لرياضة ذوي الإعاقة (ISOD) في عام 1964، وأنشأت أول نظام رسمي للتصنيف لتسهيل المنافسة الرياضية المنظمة بين الأشخاص الذين يعانون من أنواع مختلفة من البتر. كان هناك في الأصل 27 فئة مختلفة من أنواع البتر المختلفة. لقد ثبت أن هذا النظام غير قابل للاستمرار بسبب العدد الكبير من الفئات. في عام 1976، قُلص العدد الإجمالي للفصول إلى اثني عشر قبل دورة الألعاب البارالمبية عام 1976. في عام 1992، وقبل استضافة برشلونة لدورة الألعاب البارالمبية، غُير نظام التصنيف مرة أخرى مع تقليص العدد الإجمالي للفئات إلى التسع الموجودة حاليًا. وعلى الرغم من ذلك، ففي بعض الأحيان تتنافس فئات ذات مستويات أداء مختلفة ضد بعضها البعض في نفس الحدث للحصول على ميدالية على المستوى البارالمبي. صيغت التغييرات الصغيرة رسميًا في عام 1993.
بدءًا من تسعينيات القرن العشرين، أدت التغييرات في نظام التصنيف إلى أنه في ألعاب القوى والسباحة، كان الرياضيون الذين يعانون من بتر الأطراف يتنافسون مع الرياضيين الذين يعانون من إعاقات مثل الشلل الدماغي. تاريخيًا، كانت الرياضة الخاصة بالإعاقة تخضع لإدارة منظمات رياضية مختلفة: رابطة الشلل الدماغي الدولية للرياضة والترفيه (CP-ISRA)، واتحاد ستوك ماندفيل الدولي لرياضة الكراسي المتحركة (ISMWSF)، وISOD. في أعقاب دورة الألعاب البارالمبية الصيفية لعام 2000، كان هناك دفع في مجتمع الرياضة للأشخاص ذوي الإعاقة على نطاق أوسع للابتعاد عن أنظمة التصنيف الخاصة بالإعاقة إلى نظام تصنيف موحد أكثر يتضمن أنواعًا متعددة من الإعاقة. وبحلول عام 2000، كانت رياضات السباحة وتنس الطاولة والفروسية قد حققت ذلك بالفعل، حيث مُنح مبتوري الأطراف تصنيفات رياضية محددة لهذه الرياضات. وكانت الرغبة هي زيادة عدد الرياضات التي تقوم بهذا التكامل.
أُنشئ IWAS بعد اندماج ISOD والاتحاد الدولي لألعاب ستوك ماندفيل (ISMGF) في عام 2005. وبعد ذلك، أصبحت IWAS هي الهيئة الحاكمة لتصنيف بعض الرياضات التي يمارسها الأشخاص الذين يعانون من بتر الأطراف.

## الفصول الدراسية
هناك تسعة فئات أُنشئت خصيصًا للأشخاص الذين يعانون من بتر الأطراف. هذه الفئات هي A1، A2، A3، A4، A5، A6، A7، A8
نظرًا لأن الأشخاص الذين يعانون من أنواع أخرى من الإعاقات يستخدمون الكراسي المتحركة أيضًا، فإن أنظمة التصنيف الخاصة بهم في بعض الأحيان تتمتع بالاعتراف بفئة موازية باستخدام نظام IWAS. هذا هو الحال بالنسبة لرياضة الشلل الدماغي، حيث يتنافس المتنافسون في CP-ISRA في CP3 في IWAS A2 ويتنافس المتنافسون في CP-ISRA في CP4 في IWAS A3.

## أداء
يواجه الرياضيون مبتورو الأطراف بعض المشكلات الرياضية المحددة المتعلقة بأجسادهم عند المشاركة في الرياضة. نظرًا لاحتمالية حدوث مشكلات في التوازن مرتبطة بالبتر، يُشجع مبتوري الأطراف أثناء تدريبات رفع الأثقال على استخدام مراقب عند رفع أكثر من 15 رطل (6.8 كـغ).
الأشخاص الذين بترت أطرافهم في هذه الفئة نتيجة لبتر مؤلم لديهم وظائف قلبية رئوية مماثلة للرياضيين الأصحاء. تؤثر بتر الأطراف السفلية على تكلفة الطاقة التي يحتاجها الشخص للتحرك. وللحفاظ على معدل استهلاكهم للأكسجين مماثلاً للأشخاص الذين ليس لديهم بتر في الأطراف السفلية، فإنهم يحتاجون إلى المشي بشكل أبطأ. يمكن لمبتوري الأطراف السفلية الذين لديهم سيقان أطول المشي لمسافة أبعد، وبذل طاقة أقل أثناء المشي وزيادة القوة في أفخاذهم مقارنة بمبتوري الأطراف السفلية الذين لديهم سيقان أقصر.
نظرًا لأنهم يفتقدون أحد الأطراف، فإن الأشخاص الذين بترت أطرافهم يكونون أكثر عرضة لإصابات الإفراط في الاستخدام في أطرافهم المتبقية.

## الأطراف الاصطناعية
في بعض الرياضات والفصول الدراسية المحددة، يمكن لمبتوري الأطراف استخدام الأطراف الاصطناعية. وهذا ينطبق على ألعاب القوى بالنسبة لمبتوري الساق. تختلف هذه التصاميم حسب مكان حدوث البتر. تتكون الشفرات المخصصة لمبتوري الأطراف فوق الركبة من أربعة أجزاء: المقبس والركبة والساق والقدم، بينما تتكون الشفرات المخصصة لمبتوري الأطراف أسفل الركبة من ثلاثة أجزاء: المقبس والساق والقدم.

## نقد
لقد كان هناك بعض الانتقادات لنظام التصنيف بسبب تجميع الرياضيين الذين يعانون من أنواع مختلفة من البتر. يرجع ذلك إلى تصور وبعض الأبحاث التي تدعم فكرة أنه في بعض الأحداث، مثل سباقات المضمار لمسافة 200 متر و400 متر، فإن الأطراف الاصطناعية المبتورة أسفل الركبة مرتين تمنح العداء ميزة تنافسية على الأطراف الاصطناعية المبتورة أسفل الركبة مرة واحدة. يُنظر إلى تجميع مبتوري الأطراف أسفل الركبة المزدوجين والمفردين معًا على أنه أمر غير مواتٍ لمبتوري الأطراف أسفل الركبة المفردة.

## عملية التصنيف
يعتمد التصنيف غالبًا على الطبيعة التشريحية للبتر. يأخذ نظام التصنيف عدة أمور في الاعتبار عند وضع الأشخاص في هذه الفئة. وتشمل هذه الأطراف المتأثرة، وعدد الأطراف المتأثرة، وكم من الطرف المفقود.
بالنسبة لهذه الفئة، يتضمن التصنيف عمومًا أربع مراحل. المرحلة الأولى للتصنيف هي الفحص الصحي. بالنسبة لمبتوري الأطراف، يحصل ذلك عادةً في الموقع في منشأة تدريب رياضي أو مسابقة. المرحلة الثانية هي الملاحظة في الممارسة، والمرحلة الثالثة هي الملاحظة في المنافسة والمرحلة الأخيرة هي تعيين الرياضي إلى فئة ذات صلة. في بعض الأحيان قد لا يُجري الفحص الصحي في الموقع لأن طبيعة البتر قد تسبب تغييرات في الجسم غير مرئية جسديًا. ينطبق هذا بشكل خاص على مبتوري الأطراف السفلية، حيث يتعلق الأمر بكيفية محاذاة أطرافهم مع الوركين، والتأثير الذي يحدثه ذلك على العمود الفقري وكيفية وضع جمجمتهم على العمود الفقري.
يمكن أن تكون عملية التصنيف خاصة بالرياضة. في حالة الرياضيين ومبتوري الأطراف السفلية، يقيموا على أساس قدرتهم الوظيفية. بالنسبة لكرة السلة على الكراسي المتحركة، فإن جزءًا من عملية التصنيف يتضمن مراقبة اللاعب أثناء التدريب أو التمرين. يتضمن هذا غالبًا مراقبتهم وهم يتنافسون واحدًا تلو الآخر ضد شخص من المحتمل أن يكون في نفس الفئة التي سيتم تصنيف اللاعب فيها.